# Sasha Polakow-Suransky
Sasha Polakow-Suransky (Estados Unidos, 3 de abril de 1979) es un periodista y autor estadounidense de origen judío sudafricano. Es editor adjunto de Foreign Policy, y ex editor de plantilla de la página de opinión internacional en el New York Times y ex editor senior de Foreign Affairs.

## Biografía
Es el hermano menor de Shael Polakow-Suransky; ambos son hijos de Valerie Polakow y Leonard Suransky, judíos sudafricanos que fueron activistas contra el apartheid en Sudáfrica antes de emigrar a Estados Unidos en 1973 para evitar posibles arrestos.
Después de graduarse de la Universidad Brown, donde escribió para The College Hill Independent, Polakow-Suransky recibió una beca Rhodes y asistió a la Universidad de Oxford, donde obtuvo un doctorado en historia moderna.
Ha trabajado como editor en distintas publicaciones como Foreign Policy, The New York Times y Foreign Affairs.
En 2015 fue miembro de la Open Society mientras escribía un libro sobre el impacto político de la inmigración. Su primer libro, The Unspoken Alliance: Israel's Secret Relationship with Apartheid South Africa, se publicó en 2010. Su segundo libro, Go Back to Where You Came From: The Backlash Against Immigration and the Fate of Western Democracy, se publicó en 2017.

## Obras
- The Unspoken Alliance: Israel's Secret Relationship with Apartheid South Africa, Pantheon, 2010. ISBN 9780307388506, OCLC 800904318
- Go Back to Where You Came From: The Backlash Against Immigration and the Fate of Western Democracy, Nation Books, 2017. ISBN 9781568585925, OCLC 972386398